# 오노노 다카무라

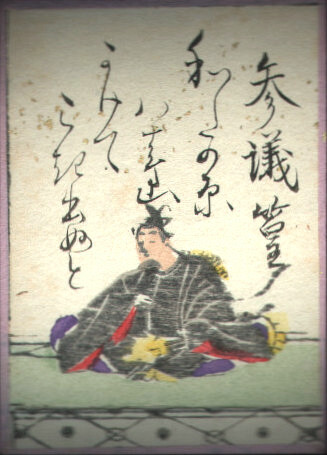

오노노 다카무라(일본어: 小野篁, 802년 ~ 853년)는 일본 헤이안 시대의 관료, 학자, 시인이다.
조정의 관직을 역임하였으며, 때로는 견당사에도 다녀왔다. 시 여러 편을 남겼다.

## 약력
엔랴쿠(延暦) 21년(802년)에 태어났다. 고닌(弘仁) 6년(815년)에 무쓰노카미(陸奥守)가 된 아버지 미네모리(岑守)를 따라 무쓰국(陸奥国)으로 내려갔다. 무예에 뛰어났지만 수도로 돌아온 뒤에도 학문에는 별로 힘쓰지 않았는데, 「한시(漢詩)에 뛰어나 시독(侍讀)까지 지낸 미네모리의 아들이 어찌하여 궁마(弓馬)의 사(士)가 되었단 말인가?」라는 사가 천황(嵯峨天皇)의 탄식을 듣고부터 학문에 뜻을 두어 고닌 13년(822년)에 문장생시(文章生試)에 급제하였다.
덴초(天長) 원년(824년)에 순찰탄정(巡察彈正)에 임명되고, 탄정소충(彈正少忠)・대내기(大内記)・구란도(蔵人)를 거쳐 덴초 9년(832년)에는 종5위하・다자이노쇼니(大宰少弐)가 된다. 이 사이에 아버지 미네모리가 덴초 7년(830년)에 사망했는데, 애도하고 근신하는 생활이 지나쳐 몸을 상할 정도였다고 한다. 덴초 10년(833년)에 닌묘 천황(仁明天皇)이 즉위하자 황태자 쓰네사다 친왕(恒貞親王)의 동궁학사(東宮學士)로 임명되어 탄정소필(彈正少弼)을 겸하게 되었다. 또한 같은 해에 완성된 법령 해석서 《영의해》(令義解)의 편찬에도 참여하여 그 서문(序文)을 짓기도 했다.
조와(承和) 원년(834년)에 견당부사(遣唐副使)로 임명되고, 조와 2년(835년)에 종5위상, 조와 3년(836년)에 정5위하가 되는 등 관등 승진을 거듭했다. 그러나 조와 3년과 4년(837년) 두 차례에 걸친 도당(渡唐) 시도가 모두 실패하고, 조와 5년(838년)에 세 번째 항해에서 견당대사(遣唐大使) 후지와라노 쓰네쓰구(藤原常嗣)가 자신이 탔던 제1선이 손상되어 물이 새는 현상이 일어난다고 상소하여 대신 다카무라가 타기로 되어 있던 제2선을 제1선으로 쓰네쓰구가 타게 되었다. 다카무라는 이것을 두고 「자신의 이득을 위해 다른 사람에게 손해를 강요하는 도리에 어긋난 짓을 하는 자가 무슨 염치로 부하를 이끌 수 있단 말인가」라며 항의, 급기야는 자신의 병과 늙은 어머니의 봉양을 핑계로 승선 자체를 거부하기에 이른다(견당사는 다카무라를 남기고 6월에 바다를 건넜다). 견당사를 풍자하고 조정을 비방하는 내용의 한시 『서도요』(西道謡)를 짓는데, 이것이 사가 상황(上皇)의 노여움을 사서 12월에 관위를 박탈당하고 오키(隠岐)로 유배당한다. 유배 도중에 지은 7언 10운의 한시 『적행음』(謫行吟)은 문장이 아름답고 멋이 우아하며 뜻이 깊다 하여 당시 한시에 통달한 사람으로서 이를 읊지 않는 자가 없었다고 한다.
조와 7년(840년)에 사면되어 수도로 돌아왔다. 이듬해에는 글재주를 인정받아 특별히 본래의 정5위하 관위도 복구되었으며, 형부소보(刑部少輔)에 임명된다. 조와 9년(842년)에 일어난 조와의 변으로 미치야스 친왕(道康親王, 훗날의 몬토쿠 천황)이 황태자로 세워지자 다시 동궁학사로 임명되었으며 이어 식부소보(式部少輔)도 겸하게 되었다. 조와 12년(845년)에 종4위하 구란도노카미(蔵人頭), 13년(846년)에 곤노사소벤(権左中弁)을 거쳐 사소벤(左中弁)이라는 요직을 역임한다. 곤노사소벤으로 있던 당시 심의중이던 선개소송사건(善愷訴訟事件)에서 고발된 변관들이 부정을 저지른 것은 아니지만 변관으로서의 권한 밖의 재판을 맡은 이상 공무가 아닌 사사로이 죄를 범한 것이라는 고소벤(右少弁) 도모노 요시오(伴善男)의 주장을 지지해, 고발된 변관들이 탄핵되게 했다. 그러나 다카무라 자신은 후에 자신이 이때 했던 판단을 후회했다고 한다.
조와 14년(847년)에 산기로 임명되어 구교(公卿) 반열에 올랐다. 훗날 의정관(議政官)으로서 탄정대필(弾正大弼)・사다이벤(左大弁)・반산성전사장관(班山城田使長官)・가게유시(勘解由使) 장관 등을 겸했으며, 가조(嘉祥) 2년(849년)에 종4위하가 되지만, 그 해 5월에 병으로 관직을 사임했다.
가조 3년(850년)에 몬토쿠 천황이 즉위하면서 정4위하 관위를 받는다. 닌쥬(仁壽) 2년(852년)에 병든 몸으로 사다이벤에 복직하지만, 입궐이 어려울 정도로 병이 깊어진다. 천황이 몇 번이나 사자를 보내 병의 원인을 파악하게 하면서 치료에 보태라며 돈과 식량을 지급했고, 12월에는 와병 중에 저택에서 종3위 서위를 받았으나, 얼마 안 가서 사망하였다. 12월 22일(양력 2월 3일), 향년 51세. 최종 관위는 산기 사다이벤 종3위였다.
교토시(京都市) 기타구(北区)의 무라사키노니시고쇼다 정(紫野西御所田町)의 시마즈 제작소(島津製作所) 무라사키노 공장(紫野工場) 한모퉁이에 그 묘소가 있으며, 인접한 곳에 무라사키 시키부(紫式部)의 묘소도 자리하고 있다.

## 인물
율령 해석서인 『영의해(令義解)』 편찬에도 깊이 관여할 정도로 명법도(明法道) 즉 법률에 밝았고 정무 능력도 뛰어났다. 또한 한시문(漢詩文)에서는 당의 문인 백거이(白居易)와 대비되는데, 헤이안 초기의 3대 칙찬(勅撰) 한시집의 시대의 굴지의 시인으로, 『경국집(経国集)』, 『부상집(扶桑集)』, 『본조문취(本朝文粋)』, 『화한낭영집(和漢朗詠集)』에 그 작품이 실려 전한다. 또한 와카(和歌)에도 뛰어나서 『고킨와카슈(古今和歌集)』에 여덟 수의 와카가 실린 것을 시작으로 이후의 천황의 명으로 편찬된 와카집에도 14수의 와카가 수록되었다. 문집으로 『노상공집(野相公集)』(5권)이 있는데, 가마쿠라 시대(鎌倉時代)까지 전해졌지만 현재는 흩어져 알 수 없다.

## 와카
```
넓은 바다의 80개 도서를 다녀와서 그 사람에게 전해주오. 낚시하는 배.
わたの原 八十島かけて こぎいでぬと 人にはつげよ あまのつり舟
```

## 일화
- 다카무라는 밤마다 우물을 통해 지옥을 오가며 염라대왕의 재판을 보좌하였다고 한다. 이 우물은 교토 사가의 훗쇼사(福生寺)와 교토 히가시의 로쿠도진고사(六道珍皇寺)에 있었다고 하며, 두 절은 각기 삶과 죽음의 육도(六道)를 상징하는 것으로 알려져 있다. 훗쇼사는 메이지 시대에 폐사되었으며, 로쿠도진고사의 염라대왕당에는 다카무라의 작품이라 전하는 염라대왕상과 다카무라의 목상이 나란히 안치되어 있다.
- 교토시 기타 구에 있는 다카무라의 것으로 전하는 무덤 옆에 무라사키 시키부의 것이라 전하는 무덤은, 인간의 애욕을 소설로 그려냈다는 죄목으로 지옥에 떨어진 시키부를 다카무라가 염라대왕에게 소개시켜 주었다는 전설에 따른 것이다.
- 《곤자쿠 이야기집》(今昔物語集)의 「오노노 다카무라가 정(情)에 기대어 니시산조 대신(西三条大臣)을 도운 이야기」에는, 병사하여 염라청(閻魔廳) 앞에 불려간 후지와라노 요시미(藤原良相)가 다카무라의 주선 덕분에 소생했다는 이야기를 그리고 있다.
- 《우지슈이 이야기》(宇治拾遺物語) 등에는 사가 천황 때에 대궐에 누군가가 써둔 「무악선」(無悪善)이라는 낙서를 본 사가 천황은 다카무라를 불러 이를 읽어보게 하였는데, 다카무라는 망설이다가 「사가(悪) 나쿠바(無くば) 요켄(善けん)」으로 읽었다. 무악선은 일본어로 「사가나카라바요카란」(悪なからば善からん) 등으로도 읽을 수 있는데, 일본어로 무악(無惡)은 '사가나시'로 읽어서 '성질이 나쁜', '감당할 수 없는'이라는 뜻이며, 똑같이 「사가(천황)가 없어졌으면 좋겠네」라는 사가 천황으로서는 상당히 불쾌한 내용이었다. 사가 천황은 다카무라에게 어떤 한자라도 읽을 수 있느냐고 묻고 「코(子)라는 글자를 열두 번만 써서 읽으라」는 수수께끼를 냈다. 이에 다카무라는 「고양이 새끼의 새끼고양이, 사자 새끼의 새끼 사자(猫の子の子猫、獅子の子の子獅子)」라고 읽어보여서 무사히 넘어갔다고 한다(한자 子는 일본어로 '코' 또는 '시'로 읽으며, 당시 가타가나 발음 '네'를 표시할 때도 한자 子를 사용하였다).
- 아직 일본에 《백씨문집》(白氏文集)이 한 권밖에 전해지지 않았을 무렵, 천황이 일부러 백거이(白居易)의 시에서 한 글자만 바꾸어 다카무라에게 보여줬더니, 다카무라는 사가 천황이 고친 그 한 글자만 빼고 답변했다고 한다(백거이 또한 다카무라가 견당사로 임명되었다는 소식에 그를 만나기를 기대하고 있었다고 한다).
- 다카무라를 주인공으로 하는 이야기로는 이복 여동생과의 사랑을 그린 《다카무라 이야기》(篁物語)가 있지만, 완벽한 허구이다.
- 무쓰노카미로 재임 중이던 조와 9년(842년)에 다케코마 신사(竹駒神社)를 지었다. 앞서 소개한 로쿠도진고사를 지은 것이 다카무라라는 설도 있다.

## 같이 보기
- 일본 문학